# Toeslagenwet
De toeslagenwet (TW) is een Nederlandse wet op het gebied van de sociale zekerheid die wordt uitgevoerd door het Uitvoeringsinstituut Werknemersverzekeringen (UWV) en is bedoeld om, indien nodig, het inkomen aan te vullen tot het sociaal minimum van personen die een uitkering ontvangen krachtens een werknemersverzekering. Dat zijn de:
- Werkloosheidswet (WW)
- Ziektewet (ZW),
- Wet werk en inkomen naar arbeidsvermogen (WIA),
- Wet op de arbeidsongeschiktheidsverzekering (WAO),
- Wet arbeidsongeschiktheidsvoorziening jonggehandicapten (Wajong),
- Wet arbeidsongeschiktheidsverzekering zelfstandigen (WAZ),
- Wet arbeid en zorg (Wazo)
- Wet inkomensvoorziening oudere werklozen (IOW).

Er is geen vermogenstoets. Als er voor de uitkering zelf geen sollicitatieplicht is dan is die er ook niet voor  de toeslag. Als men een gezamenlijke huishouding met iemand voert zijn er extra voorwaarden voor het recht op uitkering. Als daaraan voldaan is heeft de ander geen sollicitatieplicht. 
Toeslagen op grond van de Toeslagenwet moeten worden onderscheiden van uitkeringen die ook toeslag worden genoemd, maar op andere wetten zijn gebaseerd en geen verband houden met (voormalig) werknemerschap. Dat zijn anno 2023 de zorgtoeslag, huurtoeslag, kinderopvangtoeslag en het kindgebonden budget, die behandeld worden door de Belastingdienst, afdeling Toeslagen. Het was niet de Toeslagenwet, maar het waren deze andere regelingen die onderwerp waren van het toeslagenschandaal.

## Recht op toeslag
In sommige gevallen heeft men geen recht op toeslag. Dit is onder andere in de volgende situaties:
- men voert een gezamenlijke huishouding met iemand die is geboren na 31 december 1971 en heeft geen thuiswonend kind onder de 12 jaar (dit is de 1990-maatregel). In dat geval kan men wel (gezamenlijk) bijstand aanvragen
- men is jonger dan 21 jaar en woont nog bij de ouders en heeft geen kind onder de 18 jaar waarvoor men kinderbijslag ontvangt

De toeslagenwet kan ook gelden voor personen die loon doorbetaald krijgen tijdens ziekte maar minder ontvangen dan het sociaal minimum (zie Wet uitbreiding loondoorbetalingsverplichting bij ziekte en Loondoorbetaling bij ziekte).

## Hoogte van de toeslag
Een toeslag volgens de toeslagenwet vult de uitkering plus, in het geval van een gezamenlijke huishouding, het inkomen van de ander aan tot een normbedrag, maar is maximaal het verschil tussen het loon dat de werknemer vroeger verdiende en de loondervingsuitkering.
Voor een alleenstaande die (in deeltijd) minder verdiende dan het sociale minimum vult de toeslagenwet de uitkering dus aan tot het voormalige loon, als hij verder geen loon of uitkering heeft. Dit is van belang als hij door de vermogenstoets geen bijstand krijgt; als hij wel bijstand krijgt maakt het materieel niet uit dat hij de toeslag krijgt.
Voor een kostwinner die minder dan ongeveer 140% van het minimumloon verdiende, met een partner zonder loon of uitkering, wordt de uitkering aangevuld tot het sociale minimum voor gehuwden, mits hij niet valt onder de 1990-maatregel (zie boven).
Een deel van de inkomsten telt de eerste twee jaar niet mee bij het berekenen van de toeslag. Het bedrag van het inkomen dat niet meetelt is maximaal 15% van het bruto minimumloon.
Het gaat om "inkomen uit arbeid" en "overig inkomen". Het Algemeen inkomensbesluit socialezekerheidswetten bepaalt wat daaronder verstaan wordt: inkomen uit tegenwoordige en vroegere arbeid (zoals loon, winst uit onderneming, resultaat uit overige werkzaamheden en pensioen) en de meeste uitkeringen uit volksverzekeringen, werknemersverzekeringen en sociale voorzieningen, maar bijvoorbeeld niet een lijfrente-uitkering (behalve als het recht daarop is toegekend ter vervanging van gederfd of te derven loon) en inkomsten uit vermogen.
Om de normbedragen van de toeslagenwet te bepalen wordt gekeken naar het sociaal minimum, gerelateerd aan het minimumloon. De bruto bedragen komen netto neer op de bijstandsnorm voor de betreffende leefsituatie.